# Májay Endre
Májay Endre (Nagyenyed, 1925. november 30. – Bruckhausen, Németország, 1994. április 8.) unitárius lelkész, esperes. Torockón és Brassóban lelkész 43 éven keresztül. 

## Életútja
Teológiai tanulmányait a Protestáns Teológiai Intézet Unitárius Karán végezte 1946 és 1950 között. 1950 és 1957 között Torockón unitárius lelkész. Itt ismerkedett meg jövendőbeli feleségével. 1953. március 7-én házasodtak össze a torockói születésű Kerekes Edith Ceciliával. Házasságukból két lánygyermekük született.
1957-től nyugdíjazásáig a Brassói unitárius templom lelkésze, ahol feleségével, Májay Ceciliával, a gyülekezet énekvezérével, aktív és eredményes, magyarságmegtartó munkát végeztek. Rázmány Csaba önéletrajzában hálával emlékezik Májay Endre principálisára, akitől sok lelkészi titkot elsajátított.  A sepsiszentgyörgyi egyházkörben Kökösi Kálmán esperes nyugalomba vonulását követően az esperesi tisztséget Májay Endre brassói lelkész töltötte be.
1993. október 25-én, 43 évi lelkészi szolgálatot követően vonult nyugdíjba. Mivel mindkét lányuk kivándorolt Németországba, 1993 novemberében Májay Endre és felesége is kiköltöztek hozzájuk. 1994. április 8-án a bonni klinikán hunyt el, 1994. április 13-án temették Bruckhausenben (Németország).

## Munkássága
Prédikációi jelentek meg a Keresztény Magvetőben. Özvegye megjelentette könyv formájában prédikációit, Koppándi Botond Péter teológiai tanár és Csécs Márton torockói lelkész közreműködésével.  Májay Endre Kővár című prédikációgyűjteményének bemutatójára Torockón került sor.